# Willem de Clercq

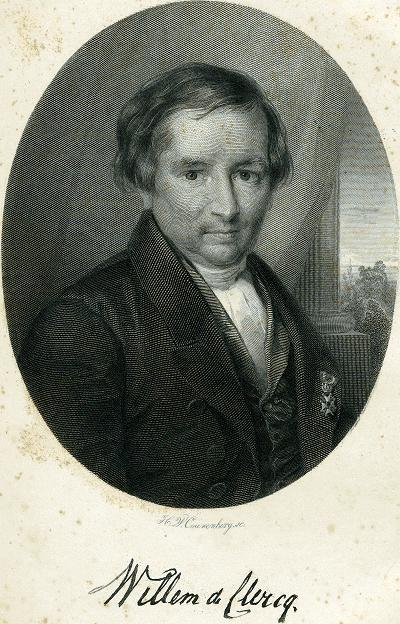
Willem de Clercq

Willem de Clercq (* 15. Januar 1795 in Amsterdam; † 4. Februar 1844 ebenda) war ein niederländischer Schriftsteller. 

## Leben und Werk
Sein wichtigstes Werk, zuerst erschienen 1822, ist die Autobiographie „Tagebuch“ (Originaltitel: „Dagboek“). In diesem beschreibt er sein Leben von 1805 bis zu seinem „Tod“. Hier wird dem Leser über die kulturellen und geistigen Strömungen während der Restaurationszeit in den Niederlanden lückenlos einen Überblick verschafft.
Bis zu seinem 22. Lebensjahr war sein großes literarisches Vorbild Friedrich Schiller, dessen Dramen er bereits als Sechzehnjähriger bewunderte und mit dessen Worten er auch seine Reise nach Sankt Petersburg (1816/17) häufig kommentiert. Dieser wohl interessanteste Teil des Tagebuchs (der einzige, den Willem de Clercq selbst zur Veröffentlichung bestimmte) berichtet bald spöttisch, bald begeistert von den landschaftlichen, kulturellen und sozialen Eigenarten, die einem Holländer in Norddeutschland und Russland nach den Napoleonischen Kriegen auffallen mussten. Seine starke Heimatverbundenheit (Wahrheitsliebe hat mich geleitet, doch die Richtung unseres Herzens drückt sich immer wieder mit unwiderstehlicher Kraft aus in dem, was wir schreiben.) lässt ihn manche scharfe Kritik üben. Den Deutschen wirft er Voreingenommenheit und nationalen Dünkel vor, in Russland hingegen bemängelt er die gesellschaftlichen Verhältnisse.
Der Königlich Niederländischen Akademie der Wissenschaften (Koninklijk Instituut) gehörte er seit 1825 an.

## Zitate
- Wahrheitsliebe hat mich geleitet, doch die Richtung unseres Herzens drückt sich immer wieder mit unwiderstehlicher Kraft aus in dem, was wir schreiben.
- Was Freiheit des Denkens und Grundsätze angeht in einem Staat, wo der größte Teil der Bewohner wie Vieh verkauft wird und wo ein Wink des Souveräns den freien Untertan auf ewig aus dem Kreis seiner Familie und seiner Freunde rücken kann, das läßt sich deutlich vorstellen.